# Marginella
Marginella es un género de molusco gasterópodo de la familia Marginellidae en el orden Neogastropoda.

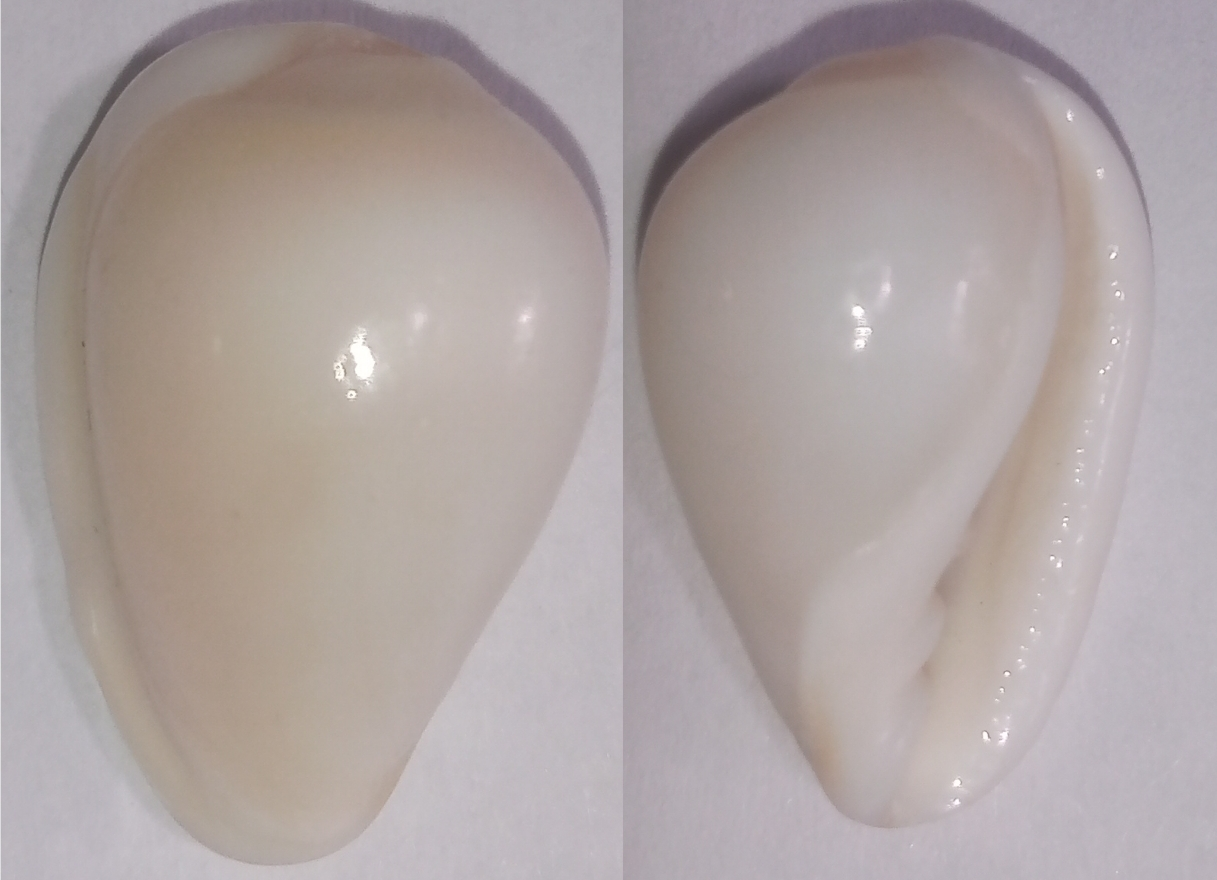
Pequeño caracol de marginella labiata

## Especies
- Marginella abyssinebulosa Massier, 2004
- Marginella adamasoides Lussi, 2013
- Marginella adamkusi Bozzetti, 1994
- Marginella aequinoctialis Boyer & Simbille, 2004
- Marginella aikeni J. H. Veldsman & S. G. Veldsman, 2012
- Marginella albocincta G. B. Sowerby I, 1846
- Marginella alborubra Rosado & Monteiro, 2015
- Marginella albospira S. G. Veldsman, 2013
- Marginella aliwalensis S. G. Veldsman, 2013
- Marginella amazona Bavay, 1912
- Marginella amirantensis Boyer & Rosado, 2019
- Marginella anapaulae Massier, 2004
- Marginella anna Jousseaume, 1881
- Marginella arcana S. G. Veldsman, Aiken & J. H. Veldsman, 2014
- Marginella aronnax Bouchet & Warén, 1985
- Marginella aurantia Lamarck, 1822
- Marginella bairstowi G. B. Sowerby III, 1886
- Marginella bavayi Dautzenberg, 1910
- Marginella belcheri Hinds, 1844
- Marginella beltmani Hart, 1993
- Marginella benthedii Boyer & Rosado, 2019
- Marginella bicatenata G. B. Sowerby III, 1914
- Marginella britoi Rolán & Gori, 2014
- Marginella broderickae Hayes, 2001
- Marginella carlae S. G. Veldsman, 2013
- Marginella carquejai Gofas & Fernandes, 1994
- Marginella catenata Boyer & Rosado, 2019
- Marginella caterinae Bozzetti & G. Raybaudi, 1991
- Marginella celestae Massier & Rosado, 2008
- Marginella chalmersi Tomlin & Shackleford, 1912
- Marginella claustra Boyer & Rosado, 2019
- Marginella cleryi Petit de la Saussaye, 1836
- Marginella cloveri Rios & Matthews, 1972
- Marginella colombi Cossignani, 2012
- Marginella colomborum (Bozzetti, 1995)
- Marginella confortinii Bozzetti, 1992
- Marginella coronata Boyer & Rosado, 2019
- Marginella cosmia Bartsch, 1915
- Marginella croceus S. G. Veldsman, 2015
- Marginella deshayesi Michelotti, 1847 †
- Marginella desjardini Marche-Marchad, 1957
- Marginella diadochus A. Adams & Reeve, 1850
- Marginella dimidiata Thiele, 1925
- Marginella donaikeni S. G. Veldsman, J. H. Veldsman & Aiken, 2016
- Marginella edwardensis S. G. Veldsman, 2013
- Marginella elephantina S. G. Veldsman, 2013
- Marginella emmae Bozzetti, 1988
- Marginella epipolia Tomlin, 1921
- Marginella eucosmia Bartsch, 1915
- Marginella evansorum J. H. Veldsman, S. G. Veldsman & Aiken, 2012
- Marginella falsebayensis J. H. Velsdman & S. G. Veldsman, 2012
- Marginella felixi Massier, 2004
- Marginella festiva Kiener, 1841
- Marginella fimbriata Boyer & Rosado, 2019
- Marginella fishhoekensis Massier, 2004
- Marginella floccata G. B. Sowerby III, 1889
- Marginella fraserorum Aiken, 2014
- Marginella fulvocincta W. H. Turton, 1932
- Marginella fuscopicta W. H. Turton, 1932
- Marginella gabrielae Bozzetti, 1998
- Marginella gemma A. Adams, 1850
- Marginella gemmula Bavay, 1912
- Marginella gennesi H. Fischer, 1901
- Marginella geraldi Lussi, 2006
- Marginella gilva Goud & Neefs, 1996
- Marginella giuntellii Sosso, Brunetti & Dell'Angelo, 2015 †
- Marginella glabella (Linnaeus, 1758)
- Marginella gloriosa Jousseaume, 1884
- Marginella goodalli G. B. Sowerby I, 1825
- Marginella gracilenta S. G. Veldsman, 2015
- Marginella gustavoi Pérez-Dionis, Ortea & Espinosa, 2009
- Marginella hayesi Bozzetti, 1993
- Marginella helmatina Rang, 1832
- Marginella henrikasi Bozzetti, 1995
- Marginella hernandezi Rolán & Gori, 2014
- Marginella himburgae Massier & Zettler, 2009
- Marginella houtbaaiensis S. G. Veldsman, 2013
- Marginella huberti Clover, 1972
- Marginella hybrida Cossignani, 2006
- Marginella ignifer S. G. Veldsman, 2017
- Marginella immelmani Hart, 2001
- Marginella impudica P. Fischer, 1884
- Marginella irrorata Menke, 1828
- Marginella jeffreysbayensis S. G. Veldsman, 2017
- Marginella joanae Bozzetti, 2001
- Marginella joanmassierae Bozzetti, 1992
- Marginella joostei Liltved & Millard, 1994
- Marginella jucunda S. G. Veldsman, 2017
- Marginella keiensis S. G. Veldsman, 2017
- Marginella kilburni Lussi, 2013
- Marginella lamarcki Boyer, 2004
- Marginella lateritia Melvill & Sykes, 1903
- Marginella lemaitrei Liltved & Millard, 1994
- Marginella leoi S. G. Veldsman, 2013
- Marginella limbata Lamarck, 1822
- Marginella lindae S. G. Veldsman, 2013
- Marginella lineofasciata Bozzetti, 1992
- Marginella lineolata G. B. Sowerby III, 1886
- Marginella liparozona Tomlin & Shackleford, 1913
- Marginella lucani Jousseaume, 1884
- Marginella luculenta Gofas & Fernandes, 1994
- Marginella lussii Hayes & Millard, 1995
- Marginella lutea G. B. Sowerby III, 1889
- Marginella maculata S. G. Veldsman, 2013
- Marginella manzimtotiensis S. G. Veldsman, 2017
- Marginella mariaodetai Cossignani, 2010
- Marginella mariaodeteae Cossignani, 2014
- Marginella marimba Gofas & Fernandes, 1994
- Marginella marocana Locard, 1897
- Marginella martiae S. G. Veldsman, 2017
- Marginella mattheeorum J. H. Veldsman, S. G. Veldsman & Aiken, 2012
- Marginella mauretanica Boyer & Neefs, 1999
- Marginella mbotyiensis Aiken, 2014
- Marginella melvilli Tomlin & Shackleford, 1913
- Marginella michelae Cossignani, 2012
- Marginella millardi Lussi, 1993
- Marginella minuscula W. H. Turton, 1932
- Marginella mirandai Rolán & Gori, 2014
- Marginella monicae Bozzetti, 1997
- Marginella monozona W. H. Turton, 1932
- Marginella mosaica G. B. Sowerby II, 1846
- Marginella mosterti S. G. Veldsman, Aiken & J. H. Veldsman, 2017
- Marginella munda E. A. Smith, 1904
- Marginella musica Hinds, 1844
- Marginella mzimayiensis S. G. Veldsman, Aiken & J. H. Veldsman, 2015
- Marginella natalcinerea Massier, 1993
- Marginella nebulosa (Röding, 1798)
- Marginella nevillana Kilburn, 1977
- Marginella nigromaculata S. G. Veldsman, 2017
- Marginella nimbosa S. G. Veldsman, 2013
- Marginella nkwaziensis S. G. Veldsman, 2017
- Marginella obliqua S. G. Veldsman, Aiken & J. H. Veldsman, 2014
- Marginella olivarum S. G. Veldsman & J. H. Veldsman, 2015
- Marginella ornata Redfield, 1870
- Marginella orstomi Coomans, 1975
- Marginella pachista Tomlin, 1913
- Marginella palleukos Aiken, 2014
- Marginella parkrynieensis J. H. Veldsman, S. G. Veldsman & Aiken, 2012
- Marginella peelae Bozzetti, 1993
- Marginella persicum S. G. Veldsman, 2017
- Marginella petitii Duval, 1841
- Marginella philipi S. G. Veldsman, 2013
- Marginella picturata G. Nevill & H. Nevill, 1874
- Marginella piperata Hinds, 1844
- Marginella pondo S. G. Veldsman, 2017
- Marginella poppei Boyer & Neefs, 1999
- Marginella procera Boyer & Rosado, 2019
- Marginella pseudodesjardini Le Béon, 2012
- Marginella pseudoglabella Mattavelli, 2018
- Marginella pseudopachista Aiken, 2014
- Marginella pseudornata Bozzetti, 1992
- Marginella pseudorosea S. G. Veldsman, 2013
- Marginella pseudosebastiani Mattavelli, 2001
- Marginella punctilineata E. A. Smith, 1899
- Marginella purpurea Cossignani, 2006
- Marginella richardsbayensis Lussi, 2013
- Marginella rosadialeukos Aiken, 2014
- Marginella rosea Lamarck, 1822
- Marginella roseafasciata Massier, 1993
- Marginella roseaflavescens S. G. Veldsman, J. H. Veldsman & Aiken, 2016
- Marginella roseolineata W. H. Turton, 1932
- Marginella rubescens S. G. Veldsman, 2017
- Marginella rubrocincta W. H. Turton, 1932
- Marginella rubrovittata S. G. Veldsman, J. H. Veldsman & Aiken, 2016
- Marginella rutila Boyer & Rosado, 2019
- Marginella san S.G. Veldsman, 2014
- Marginella scitula W. H. Turton, 1932
- Marginella sebastiani Marche-Marchad & Rosso, 1979
- Marginella seccombei Wakefield, 2012
- Marginella seguenzai La Perna & Vazzana, 2016 †
- Marginella senegalensis Clover, 1990
- Marginella sergioi Bozzetti, 1997
- Marginella signata Boyer & Rosado, 2019
- Marginella simulata Gofas & Fernandes, 1994
- Marginella singularis S. G. Veldsman, 2016
- Marginella slateri Lussi, 2017
- Marginella spadix S. G. Veldsman, 2016
- Marginella spengleri Aiken, 2014
- Marginella spinacia Gofas & Fernandes, 1988
- Marginella spiralineata Hayes, 1994
- Marginella squamosa Boyer & Rosado, 2019
- Marginella stephmani J. H. Veldsman & Aiken, 2012
- Marginella storea Boyer & Rosado, 2019
- Marginella stuarti Kilburn, 1977
- Marginella subturrita P. Fischer, 1884
- Marginella sulizeae S. G. Veldsman & J. H. Veldsman, 2015
- Marginella susanae J. H. Veldsman & Jooste, 2009
- Marginella svevae Cossignani, 2014
- Marginella tentoria Lussi, 2013
- Marginella textilis S. G. Veldsman & J. H. Veldsman, 2014
- Marginella thos S. G. Veldsman, 2013
- Marginella tomlini Shackleford, 1916
- Marginella transkeiensis S. G. Veldsman, 2013
- Marginella trixiae J. H. Veldsman & S. G. Veldsman, 2013
- Marginella tugelaensis S. G. Veldsman, 2017
- Marginella tuguriana Lussi, 1993
- Marginella umlaasiana S. G. Veldsman, 2017
- Marginella umzumbeensis S. G. Veldsman, Aiken & J. H. Veldsman, 2016
- Marginella undulans Gofas & Fernandes, 1994
- Marginella velliesi S. G. Veldsman & Aiken, 2015
- Marginella verdascai Hayes & Rosado, 2007
- Marginella vexillum Redfield, 1852
- Marginella vidalensis S. G. Veldsman, 2017
- Marginella viljoenae S. G. Veldsman, 2013
- Marginella wallaceorum Lussi, 2013
- Marginella werneri Bozzetti, 1993
- Marginella westhuizeni Massier, 1993
- Marginella xhosa Liltved & Millard, 1994
- Marginella zebroides S. G. Veldsman, 2013
- Marginella zulu S. G. Veldsman, 2017